# 알나세르 살라흐 앗딘 여단
알나세르 살라흐 앗딘 여단(아랍어: ألوية الناصر صلاح الدين, 영어: Al-Nasser Salah al-Deen Brigades)은 가자 지구에서 활동하는 팔레스타인 무장 단체인 인민 저항 위원회(Popular Resistance Committees)의 군사 조직이다.

## 같이 보기
- 가자 지구
- 이슬람 지하드 연합
- 이즈 앗딘 알카삼 여단